# مناف باتيل
مناف باتيل مواليد 12 يوليو 1983 في كجرات، الهند، هو لاعب كريكت هندي شارك في كأس العالم للكريكت 2007 و2011.

## روابط خارجية
- مناف باتيل على موقع إي آس بي آن كريك إنفو (الإنجليزية)